# 佐久間盛政
佐久間 盛政（さくま もりまさ）は、戦国時代から安土桃山時代の武将、大名。織田氏の家臣。加賀金沢城（尾山城）主。通称は玄蕃允で、佐久間玄蕃の名でも知られ、夜叉玄蕃や鬼玄蕃の異名でも知られた勇将であった。

## 生涯

### 不確かな前歴

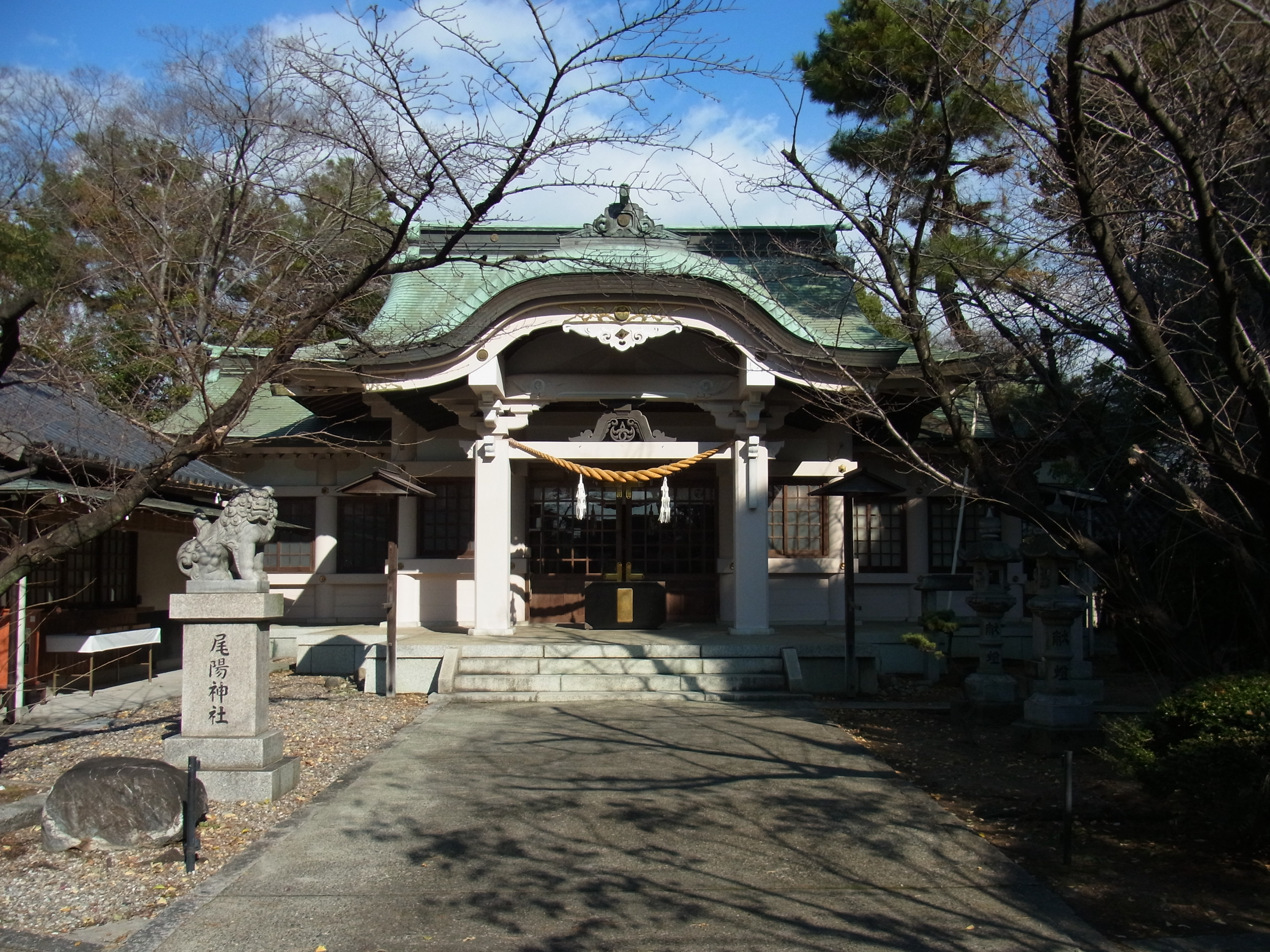
尾陽神社（御器所西城址）

天文23年（1554年）、 尾張国愛知郡御器所/五器所（ごきそ）に佐久間盛次の長男として生まれた。安政、勝政、勝之の兄。母は柴田勝家の姉であり、外叔父の勝家とは父子のような親密な関係にあった。
盛政は尾張伊勝城主であったという。尾張御器所の佐久間氏の一族だが、佐久間姓を名乗る親族が多く、彼の代に誰が御器所西城（御器所村城/御器所城）主だったのか記述がなく明らかではないし、尾張山崎の佐久間氏である佐久間信盛とは遠縁であるが、どこで分かれたのかはわからず、関係性は不明である。『寛政重修諸家譜』（以下『重修譜』）では信盛を盛次の従弟とするが、これは確かではない。
前歴は不明なことが多く、確かな史料とはいえないが『佐久間軍記』によれば、永禄11年（1568年）9月12日の観音寺城の戦いで、父盛次に従って六角承禎の軍勢の守る箕作城へ攻め登ったのが初陣といい、元亀元年（1570年）4月の越前朝倉攻めに従軍し、手筒山城攻めで信長は、柴田勝家・盛政・羽柴秀吉・池田信輝に先鋒を命じたとする。6月の長光寺城の戦いでは、弟の保田安政と共に敵陣に突入したという。天正元年（1573年）7月、足利義昭が挙兵した槇島城の戦いにおいて、18日、信長は軍勢を三手に分け、柴田勝家を将とする一隊（盛政・柴田三左衛門勝政・西美濃三人衆）は平等院の方から宇治川を攻めて、盛政と勝政が先陣争いをしつつ渡り、総攻撃で槇島城を攻略した。
しかし佐久間兄弟のこれらの武功や活躍は年齢的に若すぎるように思われ、まだ少年の兄弟が年寄衆に引けを取らない武将のように記述されるなど、不自然に立場や功績が強調されており、『佐久間軍記』の話を他の史料で裏付けることはできない。

### 北陸を転戦

#### 加賀平定戦
天正3年（1575年）9月、信長は越前一向一揆を鎮圧すると柴田勝家に越前8郡と北ノ庄城を与えたが、その際に盛政も与力に配された。同じ頃、加賀国は簗田広正（別喜右近）に任されたが、彼は平定に失敗して召喚されたので、天正4年（1576年）、勝家が代わって加賀征伐を始めた。盛政は勝家の先鋒として加賀平定に尽力する。信長は大聖寺城主を別喜右近から盛政に変更したが、盛政は敷地天神山の一揆勢を撃破して御幸塚に追った。
同年5月23日、高田専修寺に誓紙を要求する勝家の書状に副状を出したのが、確かな史料に盛政の名が見える初見である。

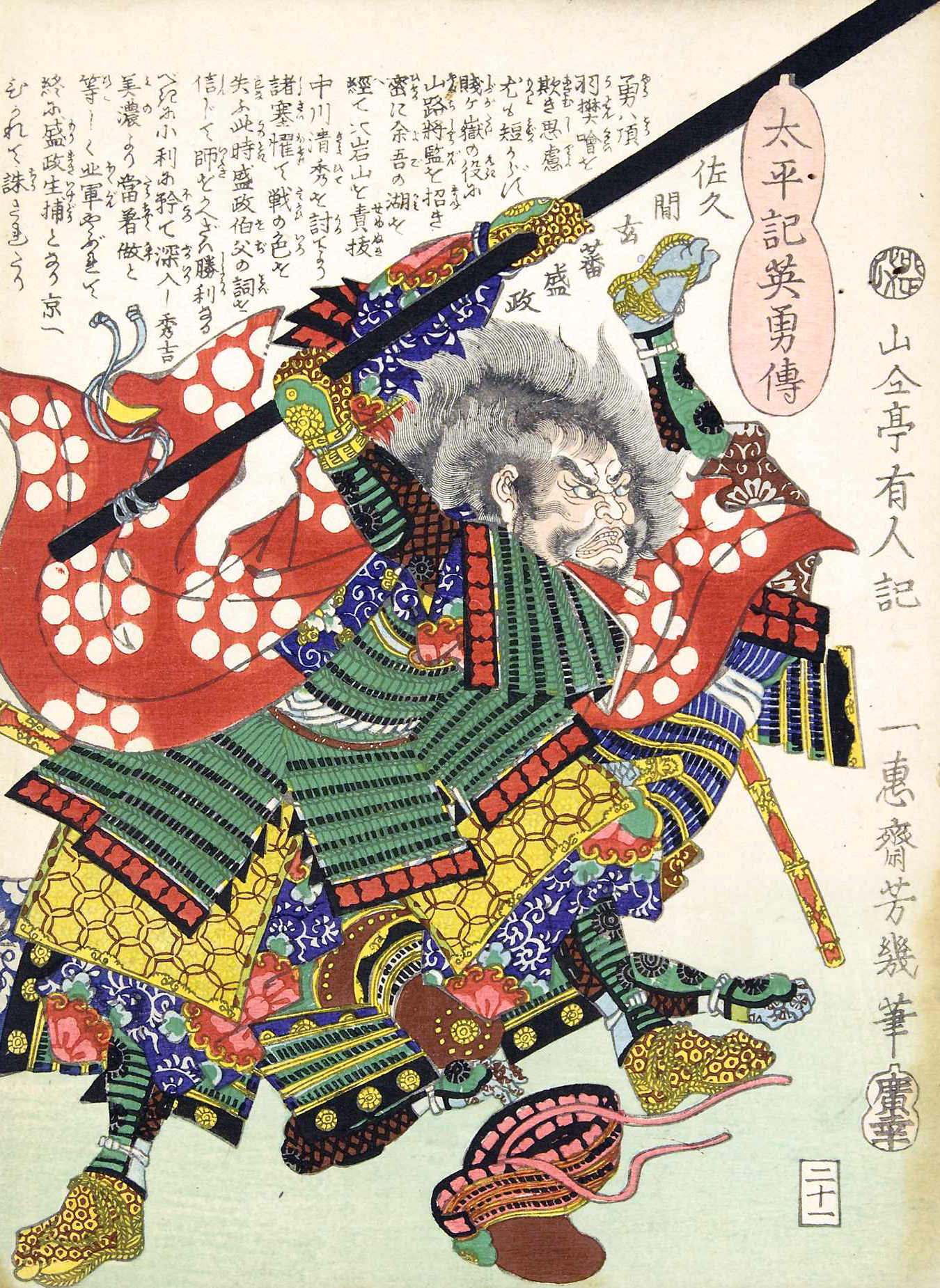
太平記英勇伝二十一：佐久間玄蕃盛政（慶応3年、落合芳幾作）

天正5年（1577年）8月8日、能登七尾城に籠もる長続連が救援を求めてきたので、信長は柴田勝家を総大将として秀吉・滝川一益・丹羽長秀・斎藤利治などに加賀出陣を命じた。途中、秀吉の無断帰陣などがあって、越後の上杉謙信が南下してきた際に、勝家は手取川の戦いで大敗したが、謙信が引き上げると、信長は御幸塚に砦を築いて盛政に在番させ、大聖寺城も修復して勝家の兵を入れて上杉の備えとして、10月3日に北国勢には帰陣を命じた。勝家は拝郷家嘉を大聖寺城主とした。
天正8年（1580年）閏3月、盛政は上杉の将河田長親の帰順工作に関わるが、長親は拒否した。また閏3月7日、朝廷の介入によって信長と顕如が和睦し、11日付の信長の戦闘中止命令のため、加賀でも一時停戦となる。

ところが、これに従わぬ一揆勢が抵抗を続けたので、勝家は、尾山御坊（尾山城、後の金沢城）を攻略し、本拠を失った一揆勢は、鳥越城（別宮城）に拠点を移し、二曲城（府峠城）とともに継続して徹底抗戦しようとしたが、まず若林長門の籠もる舟岡城が盛政によって攻略され、鳥越城も勝家の猛攻を受けて落城して城主の鈴木出羽守とその一族は謀殺された。これによって加賀の鎮圧はひとまず完了した。
『佐久間軍記』によれば、10月、盛政と勝政は一揆勢の首魁の首を持って安土へ派遣され、信長から勝家・盛政・勝政は感状を賜った。
同年11月、盛政は加賀金沢城の初代の城主とされ、加賀半国の支配権を与えられた。
天正9年（1581年）2月の京都御馬揃えのときには、佐々成政が越中に盛政が加賀にそれぞれ在国して参加しなかったが、3月に成政が神保長住ら越中衆を連れて京都・安土に出向くと、織田勢の不在を狙って一揆が再び蜂起して上杉景勝の軍勢を招き入れ、一揆勢の連合軍が加賀・越中に侵入した。一揆勢が加賀白山の麓の二曲城（ふとうげの砦）を占領したので、盛政は果敢に立ち向い、急ぎ金沢城より出撃して、二曲城を奪還した。大日川をはさんだ対岸にある鳥越城も一揆勢の手に落ちていたのでこれも併せて奪還した。このときの織田勢の一揆に対する弾圧は熾烈をきわめ、山内7ヵ村の門徒衆を捕らえて磔刑にしたといわれる（または石川郡八邑を火攻めして焼き尽くしたという）。
『佐久間軍記』では、同年2月に河田長親が毛利九郎兵衛の守る鳥越城を攻めて九郎兵衛を敗死させたと書いているが、実際には河田長親と上杉勢は越中で活動して小出城を包囲中であり、佐々成政が帰還すると包囲を解いて、松倉城へ退却していて、長親は4月8日に病死している。また同記は荒山合戦（後述）を同年（天正9年）としているが、翌年（天正10年）の間違いで、長親もすでに亡くなっていた。
同年9月12日、盛政は家臣の後藤弥右衛門尉に加賀石川郡・河北郡内に知行地を宛行った。

#### 越中・能登平定戦
天正10年（1582年）2月、信長の甲州征伐に対して武田勝頼が虚報を流して越中の一揆勢を扇動したところ、3月、これを信じた国衆の小島六郎左衛門（職鎮）・加老戸式部が一揆勢を指揮して蜂起し、神保長住を監禁して富山城を奪った。3月11日、勝家・成政・前田利家・盛政は城を包囲して「すぐに落城するでしょう」と報告したが、信長は甲州征伐の成功を告げて、そちらの一揆を厳しく処罰するようにと、この4名と不破直光に指示した。

同年6月2日、本能寺の変が起こった時、勝家は山本寺景長・中条景泰の籠もる越中魚津城を包囲中で、3日に同城は落城して守将は自害。勝家は軍を進めて、須田満親の籠もる松倉城を包囲中の盛政と合流したが、『前田家譜』や『北陸七国志』によれば、6月4日に変報が届いたといい、織田勢は直ちに松倉城の囲みを解いて後退し、8日には魚津城を棄てて海路で富山湾を渡って放生津へと撤退した。

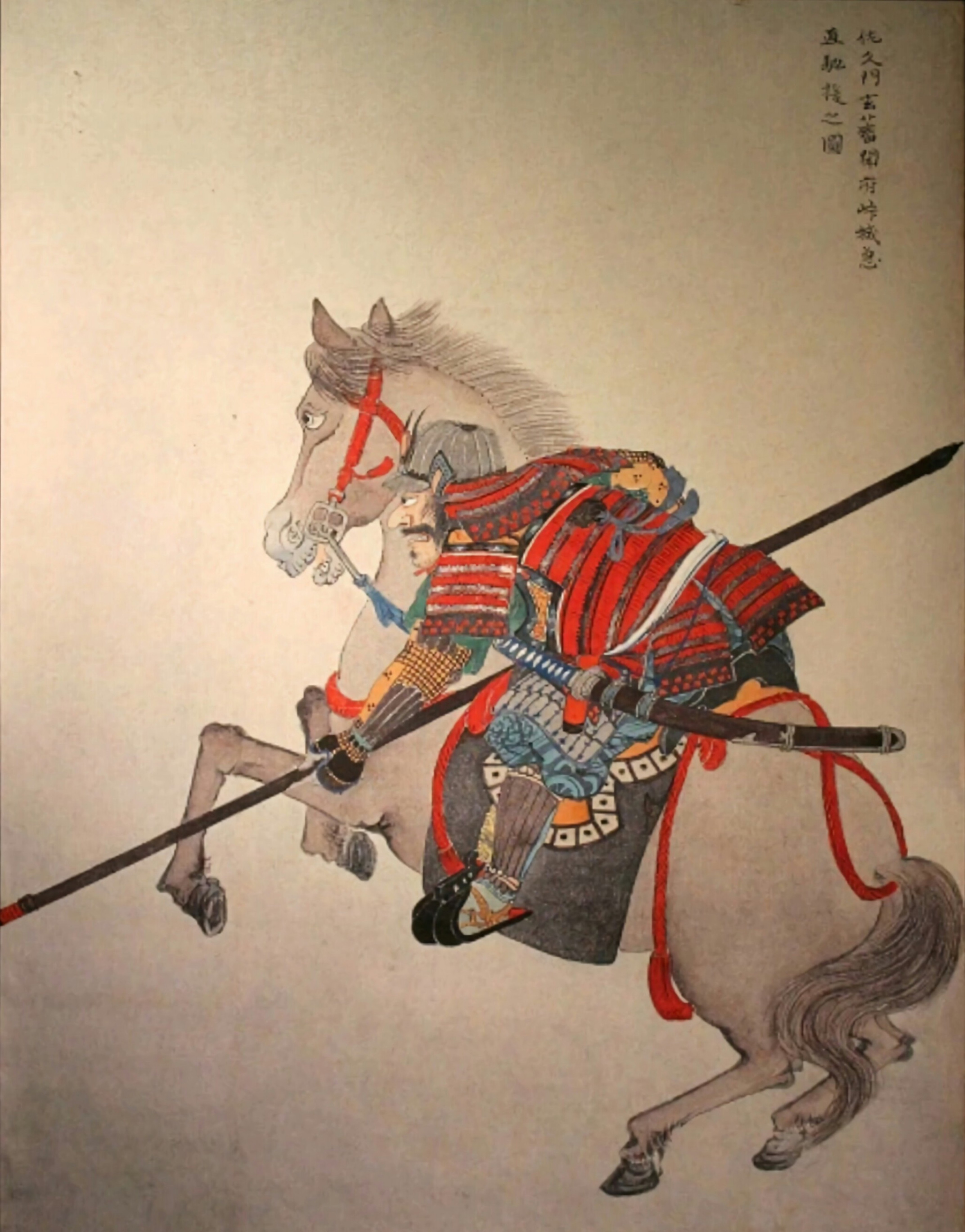
佐久間盛政/信長公三十六功臣（京都市建勲神社蔵）

『村井重頼覚書』では、北ノ庄に戻った勝家のもとに前田利家から（明智光秀を討つため）上方への出陣を勧める使者が派遣されたが、盛政が情勢を説いて諫止したために、躊躇った勝家の出陣が遅れてついに秀吉に先を越されたのだと説明しているが、これは多少事実と異なる。勝家が北ノ庄に戻った日時ははっきりしないが、11日から13日の間とされる上に、6月17日付の利家の書状によると、まず上方への先鋒として柴田勝豊・勝政・安政らを先発させて、勝家は越前国を固めた終えた後で出陣するという計画で、実際に柴田勢の先頭は18日に北近江に達したが、13日には山崎の戦いが起こっていたのであるから、反対意見の有無に関わらず、出発前の時点ですでに出遅れていたからである。

柴田勝家は北ノ庄城に戻ってから近江経由で尾張清洲城に向かうことになるが、盛政は能登七尾城主の前田利家に石動山（いするぎやま）攻めの援軍を頼まれたので北陸に留まった。これは石動山天平寺の僧徒が変に乗じて、旧畠山氏家臣の温井景隆・三宅長盛を招いて蜂起したもので、温井らは上杉景勝の援助を受けて荒山城を修復して立て籠もった。6月26日、金沢を発した盛政は荒山城を攻略して温井・三宅を斬首し、利家も石動山を攻めて僧徒らを鎮圧した。
同年8月16日、盛政は依然として北陸に留まって、越中に残る敵を掃討していた。

### 賤ヶ岳の役
清洲会議以後、柴田勝家は羽柴秀吉との対立を深めたが、織田家の内紛に際して、盛政は叔父勝家の無二の臣としてこれを補佐した。
同年11月2日、織田信孝（神戸信孝）・柴田勝家・滝川一益らは共謀して羽柴秀吉の排除を決意したが、主力となる北陸勢が越前の深い雪に閉ざされて兵を出すことができなくなるのを見越して、前田利家・不破直光（勝光）・金森長近を山城山崎城（宝寺城）に派遣して、秀吉と和議を協議させることで時間稼ぎをすることにしたが、三将は揃いも揃って秀吉に籠絡されて内応の約束をしてしまい、12月2日に岐阜城で信孝が決起すると、秀吉は和議などはお構いなしに、大軍をもって長浜城を囲んだ。そして同月9日、守将の柴田勝豊はさしたる抵抗もせずに降伏する。『 賤岳合戦記（甫庵太閤記の該当部分とほぼ同じ）』や『 佐久間軍記』では、甥であり養子である勝豊は、養父の勝家と、従兄弟である盛政に恨みがあったとされている が、柴田陣営の目論見はあっけなく崩れたわけである。さらに秀吉は丹羽長秀、柴田勝豊を北近江に残して軍を率いて美濃に向い、12月20日、岐阜城を包囲して孤立無援の信孝を降伏させると、三法師を安土の織田信雄（北畠信雄）もとへ送ったが、信孝の家臣団からは以後、離反者が相次いだ。
天正11年（1583年）1月、伊勢亀山城主の関盛信・一政父子が信孝を見限って秀吉側に寝返ったので、滝川一益は亀山城を収めて家臣の佐治新介（一説に滝川益氏）を入れた。閏1月10日、盛政は伊賀衆の調略をしていた山中長俊より書状がきたことを、小島志摩守（織田信孝の異父兄・小島兵部少輔の老臣）に報告するが、和睦後も信孝との連携は続いており、これに対して2月16日、秀吉は軍を率いて伊勢に攻め入って一益配下の諸城を落とし、峯城・桑名城・亀山城を包囲した。

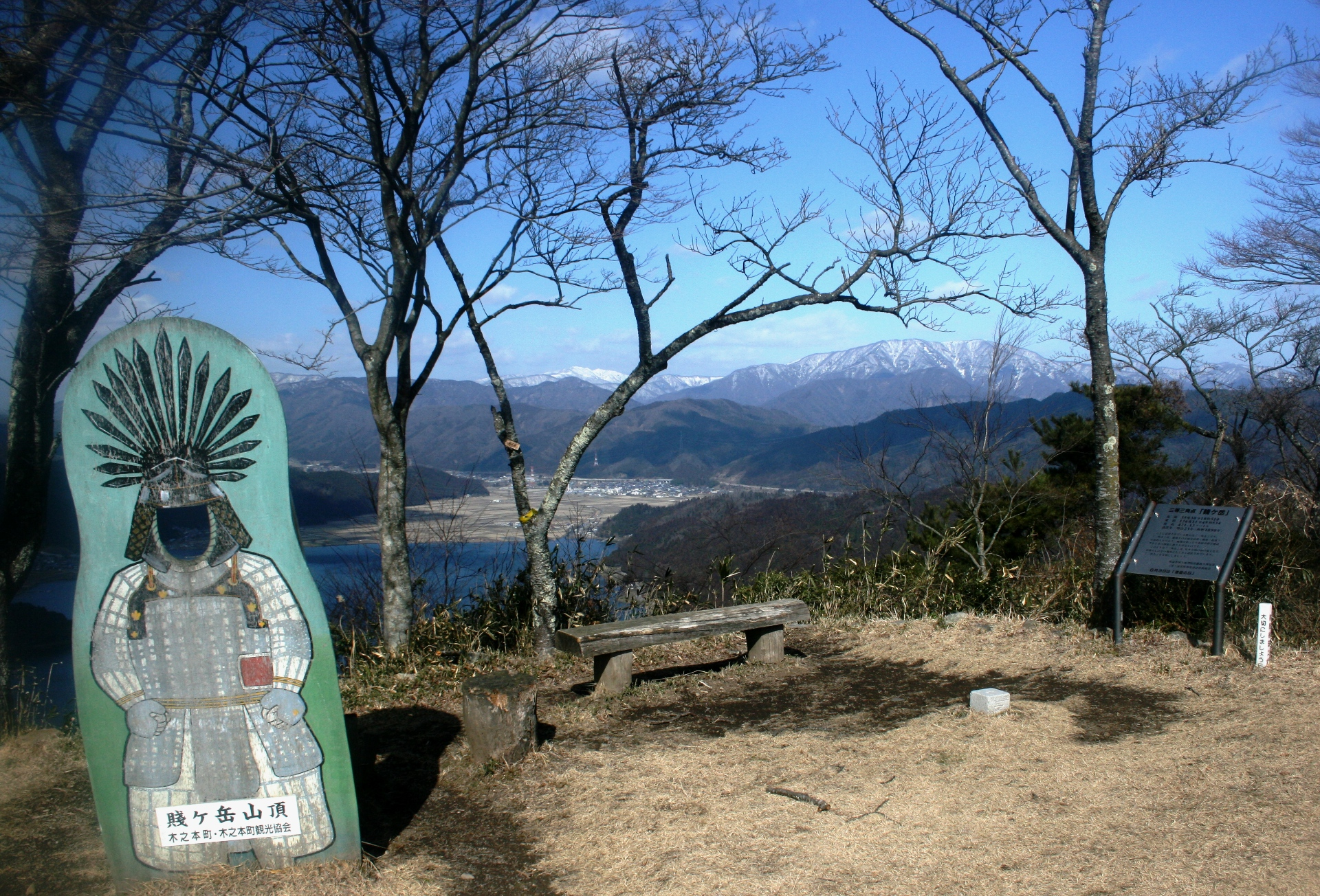
賤ヶ岳山頂から見下ろす余呉湖。

同年2月28日、柴田勝家はついに北ノ庄を出陣して北近江を目指し、盛政らは3月3日に近江柳瀬（余呉町柳ヶ瀬）に着陣した。同日、佐治新介が亀山城を棄てて滝川一益のいる長島城に退いたので、秀吉は亀山を収めて安土から出陣した織田信雄と合流し、蒲生氏郷らには引き続き峯城の攻略を命じた。そこで勝家の北近江進出の報告を聞いて、秀吉は伊勢を諸将に任せて近江に向うこととし、3月11日に長浜城に入った。同日、盛政はお触れを出して徳山秀現（則秀）に命じて兵が狼藉して近江加田村内に放火（略奪）することを禁じている。勝家は12日に着陣して最後尾にあたる内中尾山（玄蕃尾城）に本陣を置き、盛政はその南西隣の行市山に砦を築いた。18日、木之本に進出した秀吉は、偵察に出向いて柴田勢の備えが堅固であることを知り、余呉湖を見下ろす周辺の山々に諸城を築かせて長期戦の構えをとることにして、諸将を配した後で27日に長浜城へ一旦退いた。
同年4月4日、勝豊家臣・大鐘藤八と木下一元、および（羽柴家臣）木村重茲が守る神明山砦に対して攻撃があったが、小競り合い程度で終わる。5日、勝家自ら出陣して、左禰山砦を攻撃したが、これを守る堀秀政によって撃退された。秀吉が挑発に応じないので、勝家は足利義昭らに書状を送って対陣の好機を逃さずに兵を率いて上洛して足利将軍家の再挙を煽ったり、毛利輝元には北近江の戦況を報告して出兵を重ねて催促している。13日、勝豊の別の家臣山路正国は堂木山砦に入っていたが、盛政の調略に内応していたのが露見したので柴田側に逃亡し、怒った秀吉は正国から取っていた人質を磔にさせた。16日、美濃岐阜城の信孝が再び挙兵したという急報があったので、秀吉は北近江の指揮を弟の羽柴秀長に一任すると、17日に大垣城に入った。
中入り
佐久間盛政の「中入り」という有名な逸話は、講談の種本である『真書太閤記』の場面がもとになっている。盛政は、秀吉の不在を突いて攻勢をかけようと考え、山路正国が大岩山砦はまだ戦備が整っていないという情報をもたらしたので、これを攻撃しようと勝家に進言した。勝家はこの意見に最初反対したが、盛政の熱心な雄弁に押されて許可するというあらすじである。これは通説のようになっているが、実際には史料は（『川角太閤記』も含めて）皆無で、軍記物においても多くには勝家の反応や盛政とのやり取りは書かれていない。言及がある『絵本太閤記』『 佐久間軍記』『 賤岳合戦記』でも、勝家が反対したり盛政が雄弁を披露する場面はなく、「戦いが終わったら速やかに帰陣するように」とだけ勝家は盛政に指示をしている。

#### 賤ヶ岳合戦
同年4月20日、盛政は中川清秀の守る大岩山砦を急襲した。盛政は集福寺坂から出て余呉湖の西岸を南に回る。（丹羽家臣）桑山重晴の守る賤ヶ岳砦の下を通って尾の呂が浜に至り、そこから防備の手薄な大岩山に攻め登った。重晴と（大岩山砦の付城である）岩崎山砦を守る高山右近は、より防御に適した賤ヶ岳砦で籠城するか本陣への撤退を主張したが、清秀はこれらを拒否して、彼らの再三の制止も聞かずに僅かな手勢だけで迎撃することを決意。砦を出た中川隊は猛然と盛政隊と激突し、高山右近の援軍もあって一度は撃退するものの、その後は押し返された。激戦のなかで清秀は討死し、高山右近は砦を捨てて敗走して木之本の本陣へ退いた。盛政は大岩山と岩崎山の砦を占領すると、次に羽柴秀長の本陣を攻撃しようと思ったともいうが、賤ヶ岳砦の重晴が和議を提案してきたので、夜を待って砦から退去することを許した。
『絵本太閤記』『 賤岳合戦記』『 志津ケ岳合戦事小須賀九兵衛話』などは、勝家は、5、6度使者を送って撤退を促したが、盛政は従わずに「勝家は老いて分別を失ったか」と言って拒否している。

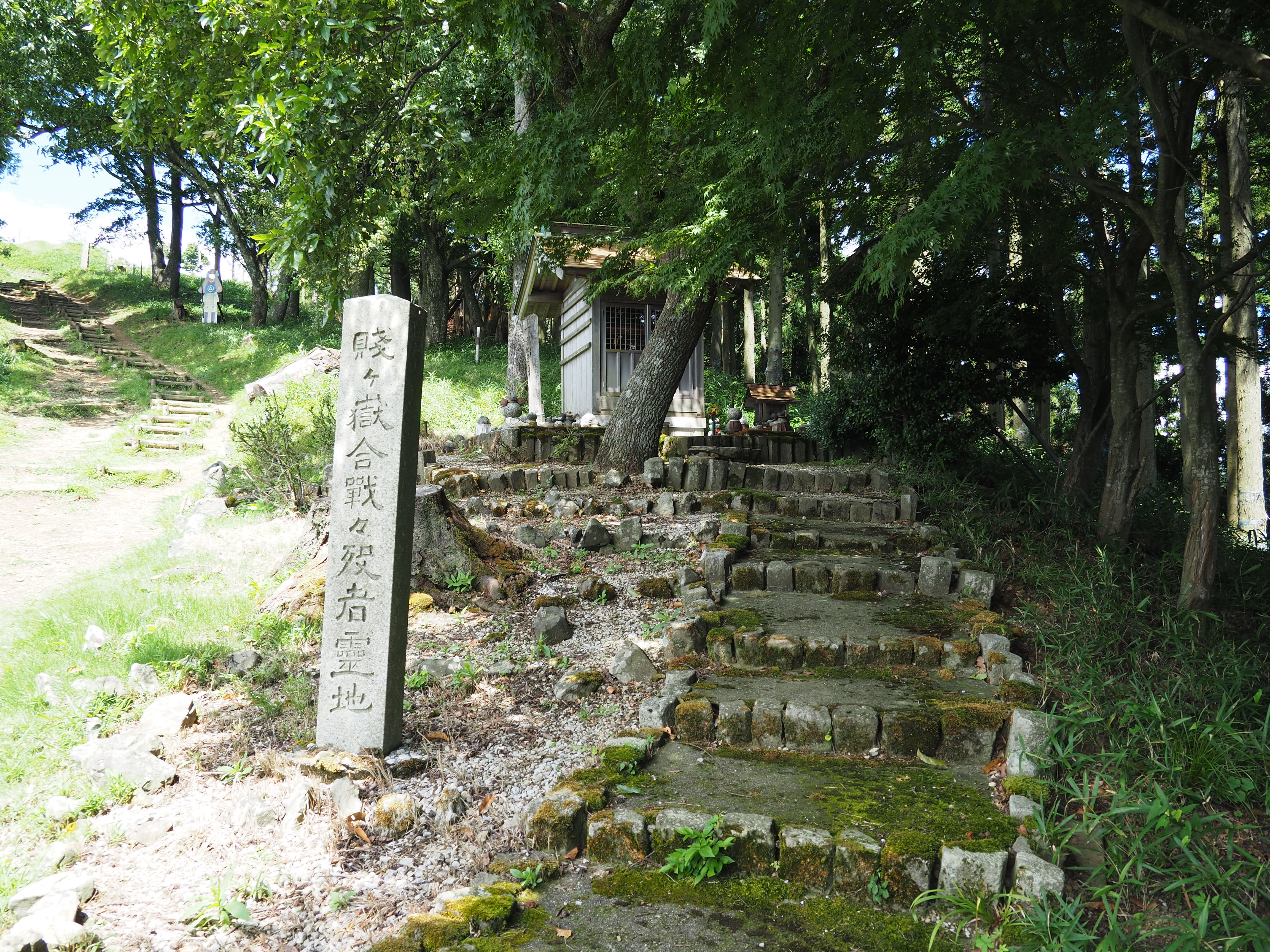
賤ヶ岳合戦戦没者霊地

一方、秀吉は、大岩山の落城の報を聞いて逆に喜び、大軍を率いて正午に大垣を立つと、5時間あまりで北近江の木之本の本陣まで戻ってきた。またこれとは別に、近江坂本城にいた惟住長秀（丹羽長秀）は援軍を率いて琵琶湖を渡り、海津からすでに賤ヶ岳の麓にまで来ていて、中川・高山の敗北を知り、桑山重晴が砦を捨てたと聞いて激怒し、急ぎ砦に向かって登り始めた。長秀が重晴の部隊を呼び戻すと、重晴は丹羽隊が後詰に来るとは思いもよらなかったと言って、これと合流して夜の間に賤ヶ岳砦を再び確保した。盛政は秀吉の余りの早い帰陣に驚き、孤立を恐れて両砦を放棄して真夜中に余呉湖西岸への山道を撤退し始めた。秀吉は即座に追撃を命じたが、盛政は何とかこれを振り切って飯浦坂（飯浦越）にいた後詰の柴田勝政のもとに逃げ込み、勝政がそれ以上の追撃を阻んだので、これに守られて撤収できた。

21日朝、賤ヶ岳に本陣を移した秀吉は、勝政が権現坂の方に撤退を始めるところを見計らって攻撃をかけ、近習衆（いわゆる賤ヶ岳の七本槍）にも突撃を命じる。勝政隊は大いに崩れ、実弟の勝政は討死した。盛政は敗残兵を収容して再編成をしようとするが、背後で茂山砦の前田利家・利長父子が戦場から離脱を始めたため、本陣からは盛政の部隊全体が総崩れになったようにみえて柴田軍に動揺が走った。機を逃さず秀吉は総攻撃をかける。狐塚まで前進していた勝家は奮戦していたが、味方敗北の知らせが届き、数に劣るため包囲されてきたので、総崩れになる前に毛受勝照に馬印を渡して脱出し、北国街道を北ノ庄に逃走した。
『絵本太閤記』には盛政が戦場を離脱するか1人で秀吉本陣に踏み込んで討死するかを逡巡する場面がある。

#### 最期
盛政は越前山中で捕らえられた。府中付近ともいう。
『川角太閤記』では、盛政は越前敦賀の山中を主従3人で落ち延びる途上、百姓の家で食を求めたところ、落人と見破られ、寝込みを捕まった。秀吉は北ノ庄にいたが、合戦の勝ち負けは世間のならいで明日は我が身であるとして、盛政の縄を解いて籠に乗せて宇治の槇島へ丁重に護送するように命じる一方で、盛政を生捕りにして差し出した百姓に対しては、褒美をやると言って12人全員を誘き寄せ、処刑した。
『 佐久間軍記』では、盛政は合戦の際に険峻に阻まれ勝家と合流できなかったので、蔵王権現（権現坂）を出て、北ノ庄城を後巻するために、加賀に向ったところ中村の郷民に捕まった。命運の尽きたことを悟った盛政は「藤吉猿面郎」に一言いいたいので引き渡すようにと言った。北ノ庄で対面した浅野長政が「鬼玄蕃とも言われたあなたが、どうして自害していないのか」と問うので、盛政は笑って「源頼朝公は大庭景親に敗れたときに木の洞に隠れて逃げ延び、足利義昭（※原文のまま）は細川政元に捕らわれたがついには脱出して大功を立てた。将たる者は容易く敵に自分の命を与えてはならない」と言い返し、周囲をうならせた。
秀吉は、捕らえた盛政の勇武を高く評価していたので、諭して味方にしようとしたという逸話がある。いずれの場合も盛政は拒否して死罪を望んだ。
『川角太閤記』では、勝家滅亡後、秀吉は滝川一益に対していたので、代わりに蜂須賀正勝を槇島へ派遣して家臣になれば大国を一国与えようと説得させたが、盛政は勝家が自害した以上は浮世に留まることはできず、たとえ天下を譲られても勝家への思いに替えることはできないと断った。盛政がいうには、自殺しようと何度も思ったが、身の苛責を恐れて自殺したと思われては心外なので思い留まったのであり、早々に死罪にするようにということであった。返事を伝え聞いた秀吉は、その誠心に感心して、森勘八を使者にして盛政に切腹を命じたが、望みがあれば一言聞いてやれとも指示したので、盛政は「願わくば、車に乗せ、縄目を受けている様を上下の者に見物させ、一条の辻より下京へ引き回されればありがたい、そうなれば秀吉の威光も天下に響き渡るでしょう」と述べた。秀吉はこれを聞き届けて（死装束のために）小袖二重を贈るが、盛政は紋柄と仕立てが気に入らず、大紋を染め抜いた紅色の広袖に裏は紅梅をあしらった小袖を所望して、「これを着て車に乗れば、あれこそ玄蕃ぞと戦場での大指物のように目立つが、今のものは鉄砲足軽のもつ指物のようだ」と言った。秀吉は最期まで武辺の心を忘れぬ者だとして「よしよし」と言って、望み通りの広袖の小袖の紅白二重に紋をこさえさせたものを与えた。
『佐久間軍記』では、盛政は山口甚兵衛と副田甚左衛門（与左衛門）に警固されて京都に連れてこられた。秀吉は、浅野長政を使者として、殺すには惜しいので恨みを捨てて家臣になれと強く誘い、九州の諸将はまだ従っておらず肥後一国を与えるので九州を討伐するために働けと伝えさせた。盛政は「大国を授けられることは名誉なことで、1年もあれば九州を鎮定できるが、上洛して秀吉に対面すれば、必ず憤怒の感情が沸き起こって切りかかるか、肥後に下向して反乱を起こすだろう。大恩を与えても返って禍となるだけだから、早く死刑にした方がいい」と答えた。長政が戻って復命すると、秀吉は再び長政に使者にして、天照大神に誓って（恩賞の約束を）騙すことはないから従うようにと伝えさせた。しかし盛政は「疑っているわけではない。勇士たるものは一度言ったことを翻さないものだ。明日は必ず洛中を車で引き回して河原で処刑されるべきだ」ともう一度きっぱり拒絶したので、ようやく秀吉は諦めた。

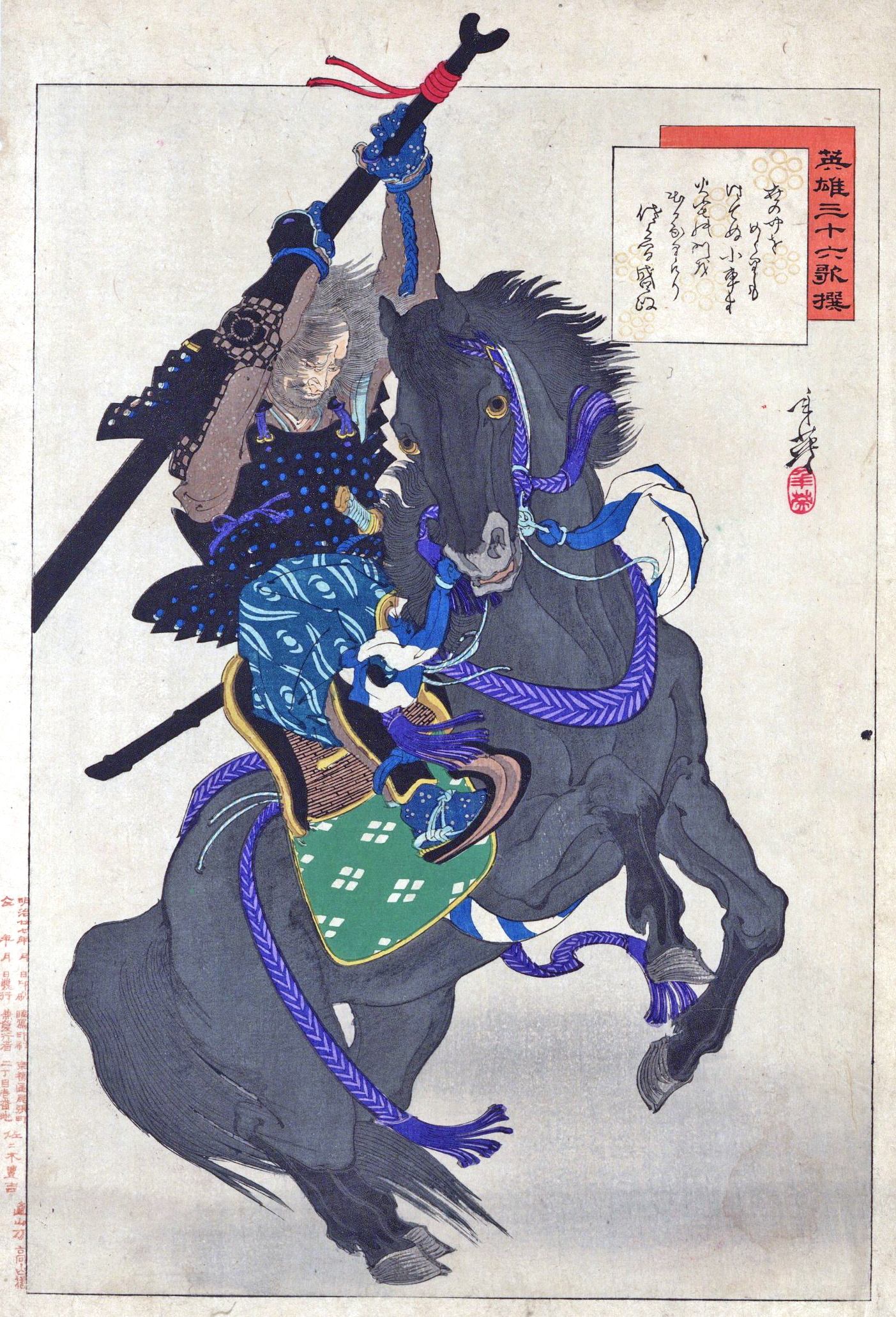
『英雄三十六歌撰佐久間盛政』右田年英作
辞世「世の中を めぐりも果てぬ 小車は 火宅の門を 出づるなりけり」が書かれている。

5月12日、洛中引き回しの上、槇島で斬られた。『重修譜』では三条河原で誅されたとある。梟首とされた。『尾張群書系図部集』『太閤記』等では、処刑された日付を5月7日ともする。
『川角太閤記』では、盛政は希望通りに縄に掛けられて車に乗せられ、京の一条から下京までの市中を引き回されたが、見物の群衆は驚くほどの数で非常なものであった。槙島に戻ったときには日が暮れていたが、構わずに頸を刎ねよという指示だったので、森勘八は地面に敷皮を置いて脇差を差し出して切腹するように促したが、盛政はこれを拒否して斬首するようにといったので、勘八は盛政の頸を刎ねさせて、遺体を懇ろに葬って石堂を据えた。
『佐久間軍記』では、盛政は衣裳を賜り、小袖の上に染物の赤裏を付けた大広袖を着て、車に乗せられて引き回された。世に聞こえたる鬼玄蕃を観ようと、貴賤上下なく馬車道に男女多数が立ち並んだが、盛政はこれを睨み回して通り、河原で討たれた。
『絵本太閤記』では、盛政と権六（勝敏）は山口甚兵衛と副田甚左衛門に護送されて、秀吉の陣と共に坂本城下まで連れてこられた。5月7日、秀吉の命令で洛中を引廻しの上で六条河原で梟首にされるということになり、奉行の浅野長政によって両名は京都をひき回されたが、洛外洛中の人々が音に聞こえたる鬼玄蕃の最後を見ようと集まって来て、立つ隙間もないほどであった。そこで長政は、六条河原で一町ほど柵で囲んで、200名ほどの鉄砲足軽で厳重に警備した。盛政は、自分は運が尽きたから勝家の（大岩砦を攻撃したらすぐに退却せよという）命令を守らずにこうなったと悔やみ「嗚呼果報いみじき筑前かな」と嘆いたが、長政は「未練に聞こえ候」とつれなく早く覚悟を決めるように促した。
『賤嶽合戦記』では、浅野長政は、盛政と権六（勝敏）を洛中を引き回して六条河原で処刑せよと命じられた。（若い）権六は心ここにあらずという様子であったが、盛政は中川を打ち破ったあと勝家の命令に従わずに引き上げ損なったことを悔やんで、上方勢を侮蔑し「嗚呼果報いみじき筑前かな」と自分が捕虜になったのは秀吉が運が良かったからだと言うので、聞いていた長政は（怒って）散々悪口を言った。盛政は振り返って「大忍之志」をおのれごときに聞かせるものではないがと罵り、「頼朝は虜になったとき池禅尼に赦しの便りを請い、平家の科を避けて父の恨みを晴らした。生きて諸侯に封じられることなければ、五鼎の中で煮られて死んだほうがましだ。これが大丈夫の志というものだ。知らんのか」と大喝して長政を白い目で見たので、人々は盛政は大志ある剛の者だと感心した。

『絵本太閤記』『 賤岳合戦記』にある盛政の辞世の句。
『重修譜』等の諸系図によれば、享年30。『絵本太閤記』によれば、28。

## その他

### 評価

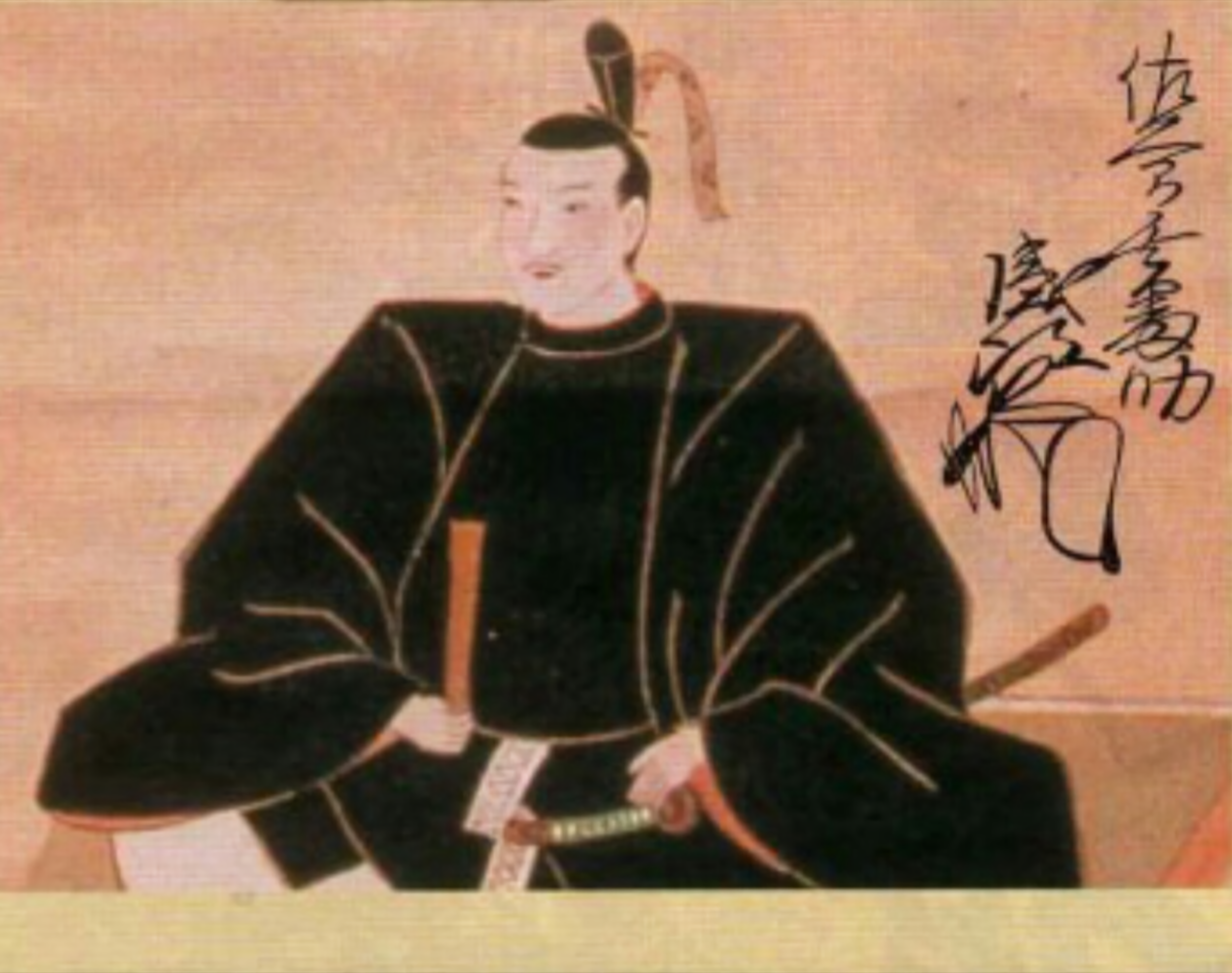
佐久間玄蕃盛政像（人物像は定型だが、花押は実物の写し）

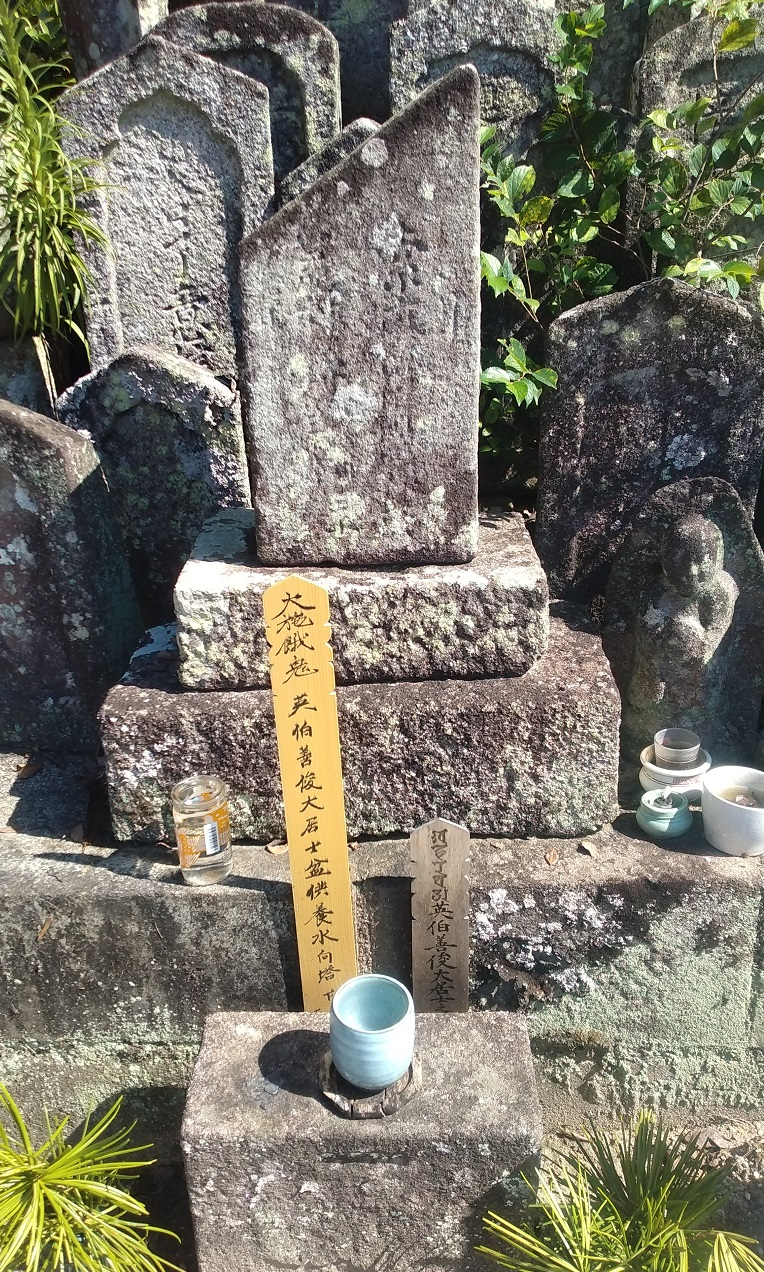
西尾市海蔵寺に残る索麻塚

名城大学名誉教授の高木元豁は尾張出身の著名武将50人を集めた自著『尾張武人物語』で「尾張が生んだ猛将猛卒のうち、強い武将を以ってその人を求めるなら佐久間盛政如きは、その随一に推されるべき人である」 と評した。

### 子孫
佐久間家
- 佐久間家は、弟の保田安政が、蒲生氏郷に仕えたときに佐久間姓に復して、盛政の跡を継ぎ、江戸時代には近江高島藩主を経て飯山藩主となるが、3代後に無嗣断絶した[100]。また、安政は盛政ら一族の菩提を弔うために幡岳寺を建立している。
- 末弟の勝之の佐久間分家も、常陸北条藩主を経て長沼藩主となり、4代後に改易されているが、この家は幕臣として続いた[101]。

中川家
- 賤ヶ岳の戦いで首をとられた中川清秀には、秀政と秀成の2人の息子がおり、父の戦死を聞いた兄弟はすぐに近江に馳せ参じたが、すでに秀吉が盛政を虜にしており、これを兄弟に与えるから好きにしていいと言ったが、兄弟は固辞して「大丈夫勇を戦場に争うや、死生命あり、何の恨みかこれあらん[注釈 27]」と言った。盛政はこれを聞いて感動して「予に一女あり、若し彼ら箕箒（きじゅう）の妾たるを得れば、死もまた憾なし[注釈 28]」と言った。このとき、秀政はすでに織田信長の娘を娶っていたので、秀吉は盛政の娘（虎姫）を新庄直頼[注釈 29]の養女となして養わせ、後に秀成に嫁がせた[102]。秀政が朝鮮出兵で戦死するため、秀成が豊後岡藩初代藩主となり、虎姫はその正室となった。彼女の願いで同藩には二代藩主の久盛によって盛政の菩提寺として曹洞宗英雄寺（大分県竹田市）が建立された[4]。
- 虎姫の死後、五男の内記を（盛政の末弟）佐久間勝之の養子として[103]その娘と添わせた。しかし後に2人は離縁して内記は中川家に戻り、勝之の娘はその後、（中川家）岡藩の家老職の熊田家の熊田藤助と再婚した。この人物は後に藩主（内膳正久盛）より中川姓を下賜され、中川資重（隼人）となった[104][105]。
- 『尾張群書系図部集』によれば、虎姫の娘の子が佐久間重行である。この佐久間家は、重直（上州安中坂奉行）、重勝（尾張徳川家家臣）、重賢、重豊、雅重と続いたという[106]。

徳山家
- 勝家滅亡後、徳山則秀は一時、高野山に蟄居したが、許されて前田利家に仕えた。則秀の妹は盛政の側室であったことから、密かに盛政の一男を養育していたが、成長後に娘婿に迎えて徳山英行と名乗らせた。慶長11年（1606年）に則秀が亡くなった時、家督を継ぐ嫡男の直政が若年であったため、幕府に願い出て（直政の姉婿である）英行に2千石を分知し、直政には3千石を相続させることになった。しかし英行は後に出家して僧になるとして逐電したので、采地は没収となり、則秀の娘は渡辺勘兵衛某に再嫁した[7]。

### 伝承
盛政は武勇と忠義の人物として有名になったので、各地に伝承が生まれた。
- 索麻塚（さくまずか）

家臣の鈴木八郎治が「賤ヶ岳で討たれた」佐久間盛政の遺骸を背負って来て、密かに自分の郷里の三河国吉良（愛知県西尾市吉良町荻原）に埋めたという民間伝承がある。佐久間の文字を憚り、索麻（さくま）の文字を石に彫り、鈴木某は僧になってこれを弔ったという。
- 佐久間地蔵

和歌山県有田郡有田川町に「佐久間地蔵」というものがある。『金屋町誌』によると「盛政には3人の息子がおり、長男は盛政と運命を共にしたが、弟２人は高野山にとどまった後、江戸時代に金屋村（現在の金屋地区）で医者になった」と言う民間伝承がある。次男は紀州藩の藩医となり、三男は金屋村で医者を続けたといい、佐久間地蔵は、医者となった佐久間家が屋敷でお祭りしていたものと伝えられており、今もお花が供えられるなど地元の人々に信仰されている。

## 関連作品
小説
- 伊東潤 「毒蛾の舞」（『国を蹴った男』収録の短編）
- 吉原実 「攻防・金沢御堂」「火宅の門」（『北國文華』69号・75号収録の短編）「湖水の槍」（『北國文華』87号収録の短編）
- 吉原実 「最後の忠臣」（『北國文華』90号収録の短編）
- 楠戸義昭 『賤ケ岳の鬼神 佐久間盛政』 ISBN 978-4620315614